# Jörg Fiedler
Jörg Fiedler (Lipcse, 1978. február 21. –) Európa-bajnok, világbajnoki ezüstérmes, olimpiai bronzérmes német párbajtőrvívó.